# Bondetåget

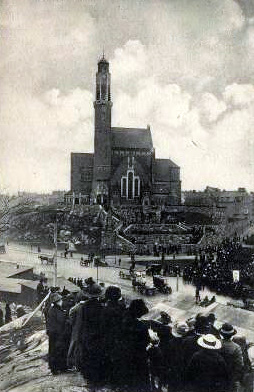
Dalkarlarna samlas vid Engelbrektskyrkan.

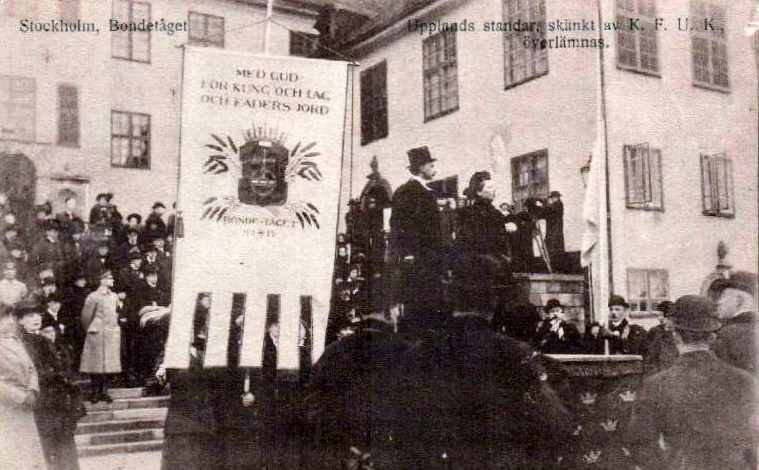
Bondetåget 1914. Upplands standar, skänkt av KFUK, överlämnas, vid Karlbergs slott.

Tavla till minne av bondetåget 1914.

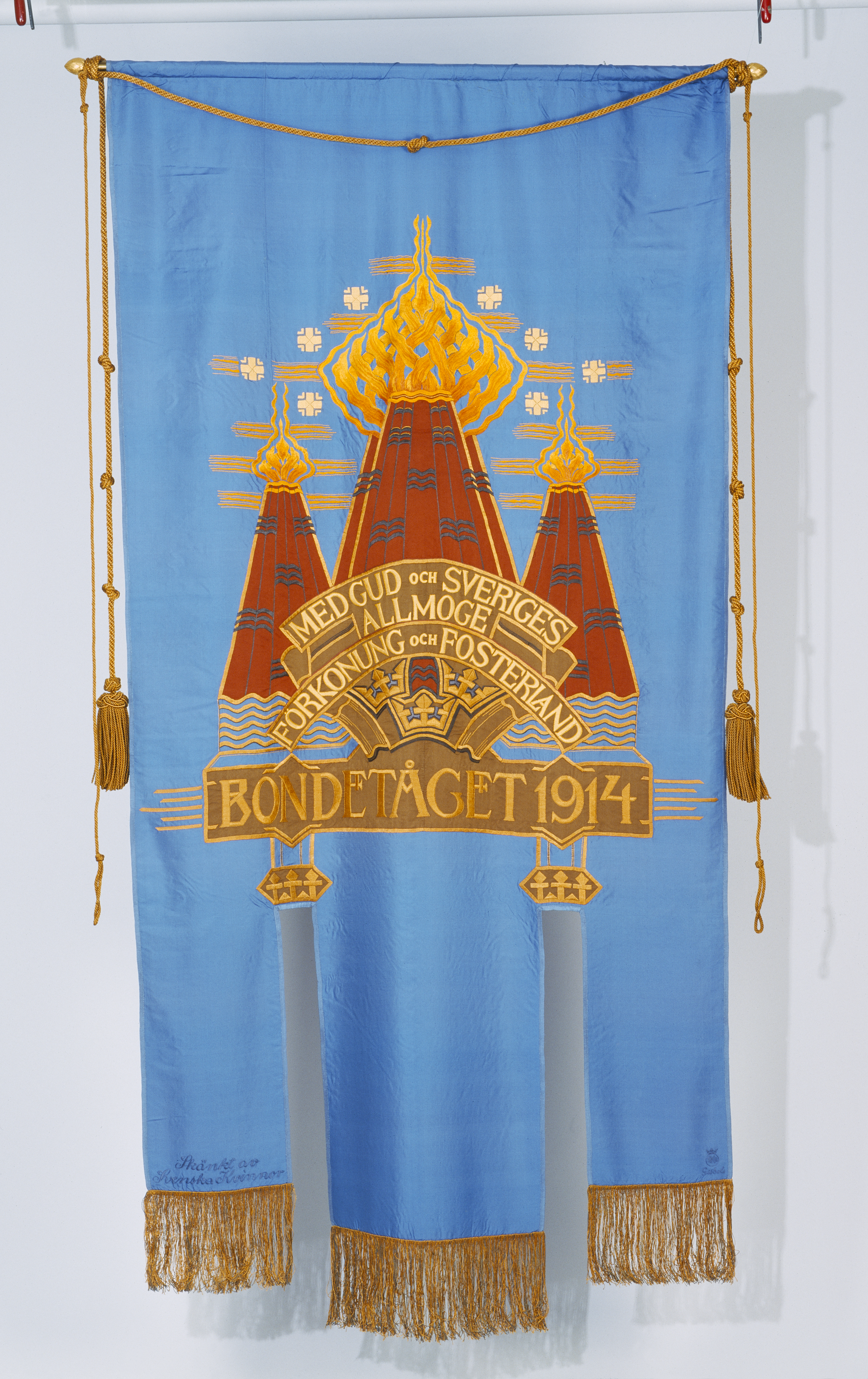
Bondetågets huvudbaner.

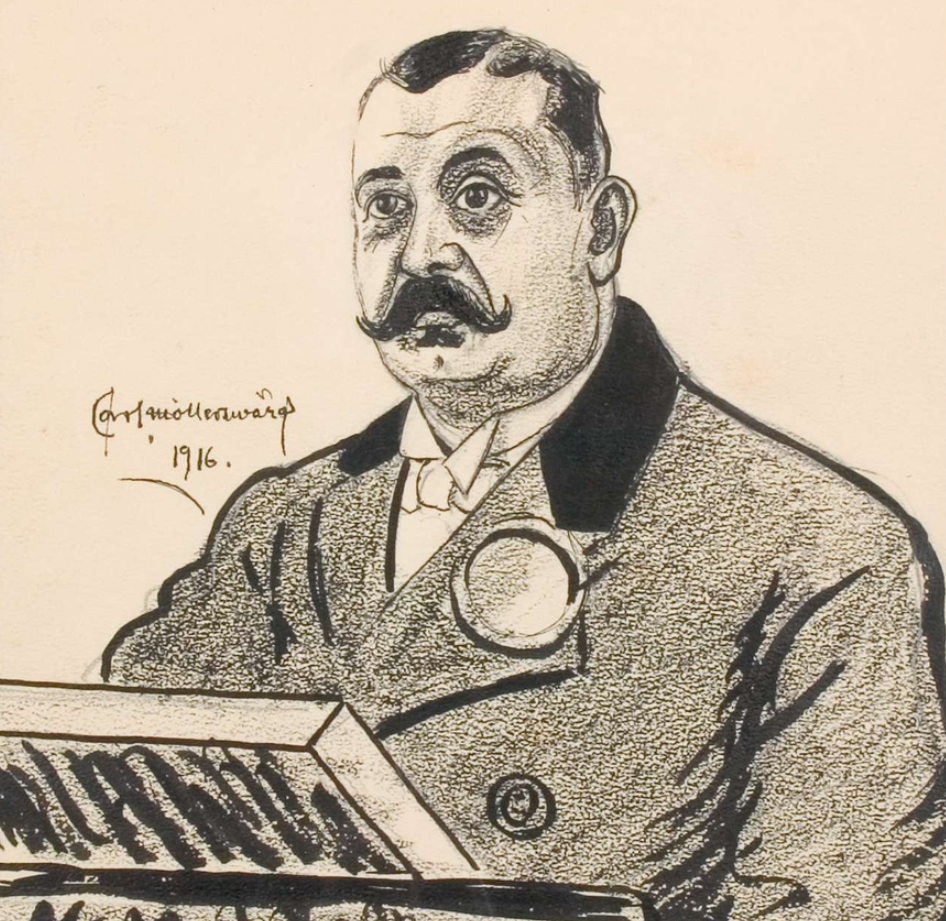
Uno V. Nyberg, teckning av Carl Möllersvärd 1916.

Bondetåget var en demonstration som genomfördes den 6 februari 1914 i Stockholm av över 30 000 bönder, som uppvaktade kung Gustaf V.
Manifestationen var uttryck för en konservativ kritik av Karl Staaffs liberala regerings försvarspolitik. De konservativa var missnöjda över att byggandet av örlogsfartyg hade ställts in och fruktade att försvarsfrågan inte skulle lösas tillräckligt snabbt. Man ansåg att den sittande liberala regeringen dröjt med frågans behandling och lämnat den militära sakkunskapen åt sidan. Särskilt kritiserades Staaffs tal i Karlskrona i december 1913.
Kungen anslöt sig till demonstranternas krav i det så kallade borggårdstalet vilket ledde till en konstitutionell kris, den så kallade borggårdskrisen. Som en följd av krisen avgick sedan statsminister Karl Staaff. Bondetåget samlade deltagare från hela Sverige och leddes av grosshandlaren Jard Emil Frykberg och lantbrukaren Uno V. Nyberg. Två dagar senare, den 8 februari, höll Stockholms arbetarekommun en större motdemonstration ("Arbetartåget"), som leddes av Hjalmar Branting och samlade 50 000 deltagare.

## Historik

### Bakgrund
Efter andrakammarvalet 1911 fick Sverige en liberal vänsterregering med Karl Staaff som statsminister. Under denna tid präglades Sverige av politiska motsättningar mellan konservativa, som ville se en militär upprustning på grund av de växande spänningarna i omvärlden, och vänstern, som motsatte sig ökade försvarsutgifter.
Staafs inställning i försvarsfrågan var att det gällde att gå försiktigt fram under "avlyssnande av folkmeningen" för att få en så stor del av nationen som möjligt med sig. Han tillsatte en omfattande utredning av vad de olika delarna av Sveriges försvarsväsen skulle kunna behöva med hänsyn till landets ekonomiska kapacitet. Men redan från början var vänsterns ledare övertygade om att denna utredning skulle visa att det var omöjligt för Sverige att ha så stora och dyra pansarbåtar som F-båten. Baserat på denna övertygelse stoppade regeringen besluten om att bygga den redan beslutade F-båten och annullerade alla kontrakt om beställningar. Detta beslut godkändes sedan av 1912 års riksdag, där den liberala regeringen hade majoritet, men det väckte stor ilska inom breda folklager. En frivillig insamling startades och man samlade in över 16 miljoner kronor, mer än vad som krävdes för att bygga en F-båt.
Samtidigt fortsatte regeringens omfattande försvarsutredning under växande otålighet från de som såg stormakternas upprustning som en anledning för Sverige att snabbt styra upp sitt försvar. Oron ökade när det ena efter det andra avslöjandet kom om rysk spionverksamhet och mystiska stölder av hemlig militär information. Rykten florerade och spänningen nådde en sådan nivå att hela den liberala regeringen utpekades som försvarsfiender och i det närmaste som landsförrädare. De konservativas slogan "Försvaret främst!" döptes om av motståndarsidan till "Förtalet främst!"
Det efterlängtade uttalandet från regeringen angående försvarsfrågan kom till slut den 21 december 1913 vid ett möte i Karlskrona, där statsministern höll tal. Han informerade om att världsfreden hängde på en skör tråd. Under sådana omständigheter kunde regeringen inte, som vänsterpartierna hoppats, föreslå minskade försvarsutgifter, utan reformerna måste gå i motsatt riktning. Staaff skissade grovt riktlinjerna för de nödvändiga ökningarna av försvarsutgifterna, vilka skulle finansieras genom en värnskatt för de rika och mer välbeställda. Men det som saknades i programmet var frågan om utbildningen av huvudstyrkan, infanteriet. Den liberala regeringen ansåg att de inte kunde lägga fram denna sak för riksdagen förrän efter valen 1914, eftersom de dåvarande regeringsmedlemmarna inför 1911 års val hade uttalat sig om att övningstiden snarare skulle kunna förkortas än förlängas.
Meddelandet att denna viktiga punkt i försvarsfrågan skulle fördröjas ytterligare i så farliga tider väckte oro i landet. Då uppstod idén att genomföra en dittills oöverträffad opinionsyttring.

### Bondetåget
På initiativ av hemmansägaren Uno Nyberg i Långtora gård beslutade ett antal Upplandsbönder i december 1913 att genomföra demonstrationen. De uppmanade även allmogen i övriga landskap att tåga till Stockholm. Bondetåget organiserades av en kommitté i Uppsala under ledning av grosshandlaren J. E. Frykberg. I de olika landskapen arbetade tillsatta beredningsgrupper för utförandet, och i Stockholm sörjde en mottagningskommitté för inkvartering i kaserner, skolor och liknande ställen, men framför allt i hem. 
Den 6 februari var över 30 000 personer samlade i Stockholm. Bönderna tågade landskapsvis, under standar och fanor, genom flaggprydda gator[källa behövs], upp till slottets borggård. Där förklarade ledaren Uno Nyberg inför kungen och kungahusets medlemmar som för tillfället tagit plats på en uppförd estrad, att de i en farlig tid liksom i tidig historia samlat sig omkring kungen. Anledningen var att de ansåg att tidens allvar krävde av dem att ge pengar till såväl armé som flotta, och att de önskade att försvarsfrågan kunde lösas i sin helhet samma år (1914).  
Nyberg uttryckte den önskan och förhoppning från de 70 000 som personligen deltog i bondetåget, eller som med sina namn betygat sitt stöd till det, "att landets försvar må så ordnas, att den jord, som sedan urminnes tider brukats av våra förfäder, kan bevaras åt våra efterkommande att brukas under samma frihet och självständighet som hittills. Inget offer", sade han, "var för stort för våra förfäder, då det gällde fosterlandet, och även vi önska att ingen i kommande tider med skäl kan säga, att vi sveko, då det gällde denna sak."
Uno Nyberg fortsatte:
| ” | Mottag, Eders Majestät, våra fasta försäkringar om att vi äro villiga att offra till såväl här som flotta vad sakkunskap och tidens allvar kräva, så att allt, som kan och bör göras, göres ofördröjligen; och förty önska vi, att försvarsfrågan löses i sin helhet detta år. Det må varda slut på det länge hörda ropet, att Sveriges bönder icke vilja offra för försvaret; och så visst som fordomtima konung och bönder litat till varandra och räddat riket, då fara hotat, så visst skall heller ingenting i vår tid förmå slita dessa band eller rubba denna tillit. | „ |

Han överlämnade också till kungen ett baner "skänkt av Sveriges kvinnor". Därefter talade Frykberg och överräckte till kungen ett av de många banden, innehållande telegrafiska instämmanden från alla delar av landet samt från svenskar bosatta i andra länder. 
I sitt ryktbara tal ("borggårdstalet") framförde konungen sitt tack för mötet, för den uttalade försvarsviljan och för de givna vittnesmålen om stöd. Han lovade å sin sida att inte svika. Han ämnade aldrig dagtinga med sin övertygelse om vad han i fråga om värnandet av fäderneslandets självständighet ansåg rätt och nyttigt. Han delade deras åsikt, att försvarsfrågan borde behandlas i sin helhet samt avgöras nu, ofördröjligen och i ett sammanhang. Armén och flottan måste i betydande mån förstärkas. I samfällt arbete för rikets försvar skulle han söka visa vägen för att nå det gemensamma målet. "Följen och stödjen mig därföre allt framgent!"
Talet följdes av hurrarop för kungen och sångerna "Du gamla, du fria" och "Vår Gud är oss en väldig borg". Samma tal upprepades av kronprins Gustaf Adolf på Slottsbacken och av prins Carl på yttre borggården för de tusenden, som inte fått rum på inre borggården. 
Omedelbart därefter defilerade bondetåget och överlämnade sina landskapsfanor inför kungen och drottningen i slottets praktsal Vita havet. Under förbimarschen anlände en kurir med en budkavle, som genom en kedja av löpare förts över 1 000 km på mindre än fem dygn från Norrbotten. Budkavlen försäkrade att Norrbottens och Västerbottens allmoge instämde i bondetågets idé. 
Under tiden uppvaktades den samlade ministären på kanslihusets trappa vid Mynttorget av bondetågets delegerade. Talesmannen, hemmansägaren F. O. Träff från Godegård i Östergötland, höll ett anförande där han gjorde sig till tolk för bönderna som samlats i Stockholm, och för dem "som sitta därhemma, men tänka och känna som vi". Statsminister Karl Staaff mötte och tog emot budskapet. Han menade att den militära sakkunskapen borde nödvändigtvis höras, men inte, såsom talaren fordrat, fälla utslaget. Han bad, att man måtte motarbeta allmänhetens tilltro till det överdrivna talet om spionage i Sverige och om omedelbart förestående överfall. Agitationen i försvarsfrågan var frukten av uppjagad inbillning eller hänsynslös beräkning. Trots splittringen inom det politiska livet förenades nog alla i kärleken till fosterjorden. Och säkert enades alla i förhoppningen, att vad som i försvarsfrågan inom kort skulle behandlas och avgöras hos folkets valda representanter måtte lända Sverige till båtnad.
Bondetåget var vid sidan av Svenska pansarbåtsföreningen det kraftigaste uttrycket för den då pågående försvarsrörelsen. Dess omedelbara följd blev en konstitutionell konflikt mellan kungen och ministären, vilken medförde den senares avgång. Det stärkte i betydlig mån försvarslusten i landet och bidrog till, att en ny härordning antogs i september 1914.
Till samtliga deltagare i tåget lät konungen utdela en minnesmedalj. Bondetågets huvudbaner och landskapsfanor förvaras nu i Livrustkammaren; de inköpta sängutrustningarna skänktes dels till Röda korset (7 651 madrasser och 8 359 putvar), dels till andra ändamål (omkr. 1 000 madrasser m.m.). Till tack för gästfriheten överlämnade bönderna i Stockholms och Uppsala län till Stockholms fattiga 1916 en julgåva av matvaror, värderad till 100 000 kr.
Som motreaktion arrangerade liberaler och socialdemokrater två dagar senare arbetartåget till stöd för regeringen Staaff som samlade cirka 50 000 deltagare i Stockholm.

## Konsekvenser
Kungens ingripande och den följande krisen ledde till att regeringen Staaff avgick och ersattes med en konservativ ämbetsmannaregering och till att högern fick stora framgångar i valet 1914. Det var också ett tecken på en växande konservativ bonderörelse. Efter bondetåget grundades ett nytt lantbrukarparti, Jordbrukarnas Riksförbund som dock gick samman med bondeförbundet 1921.